# جين روبنسون
جين روبنسون (بالإنجليزية: Gene Robinson)‏ (و. 1947  م) هو قسيس، وكاهن أنجليكاني أمريكي، ولد في ليكسينغتون، كنتاكي.

## مناصب
تولى منصب أسقف.

## التعليم
تعلم في سيواني: جامعة الجنوب ‏.